# Глобализация

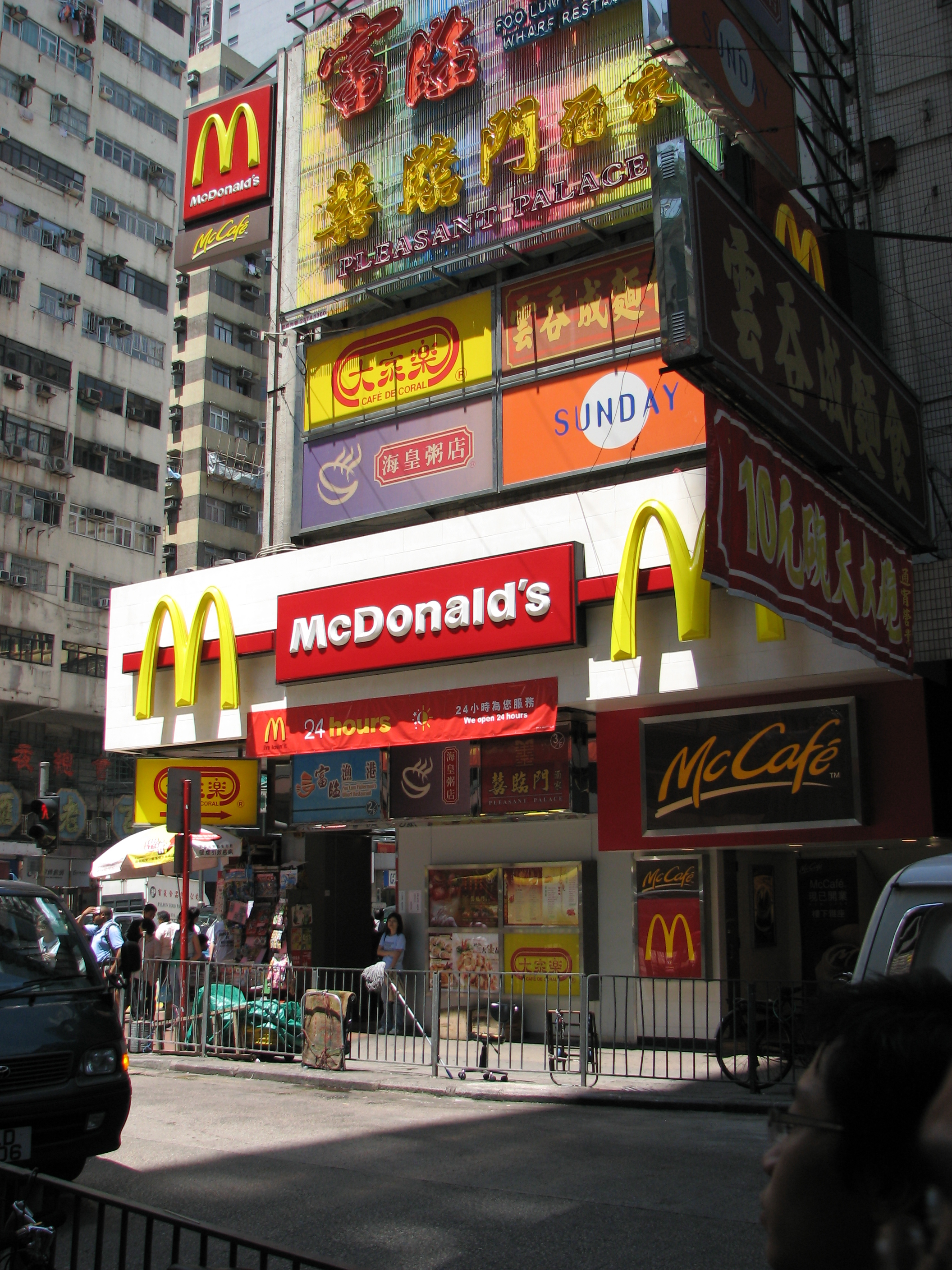
Пример экономической глобализации: «Макдоналдс» в Гонконге

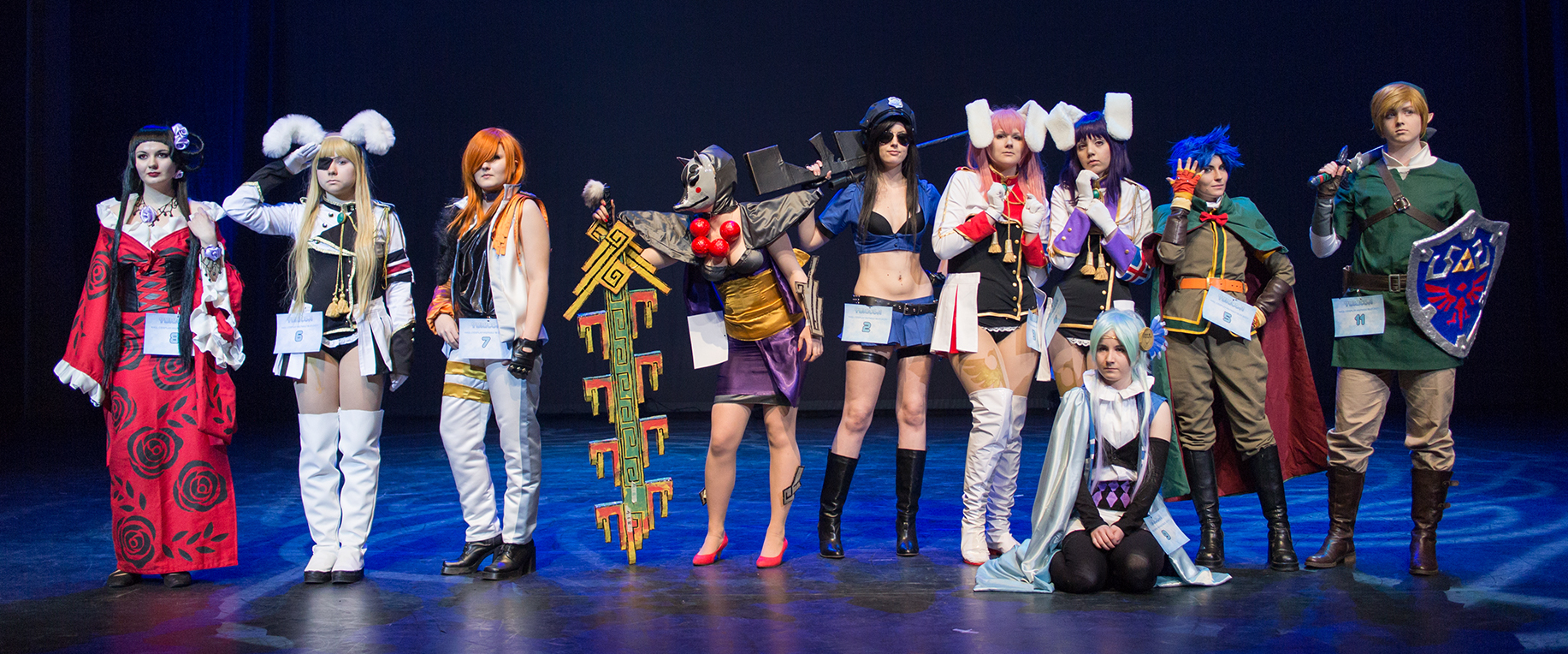
Пример культурной глобализации: группа косплееров на сцене фан-конвента Yukicon 2014 в Финляндии

Глобализа́ция — процесс всемирной экономической, политической, культурной и религиозной интеграции и унификации.
Глобализация является характерной чертой процессов изменения структуры мирового хозяйства, понимаемого как совокупность национальных хозяйств, связанных друг с другом системой международного разделения труда, экономических и политических отношений, путём включения в мировой рынок и тесного переплетения экономики на основе транснационализации и регионализации. На этой базе происходит формирование единой мировой сетевой рыночной экономики — геоэкономики и её инфраструктуры, уменьшение влияния государственного суверенитета, которое являлось главным действующим лицом международных отношений на протяжении многих веков. Процесс глобализации есть следствие эволюции государственно оформленных рыночных систем.
Основным следствием этого является мировое разделение труда, миграция (и, как правило, концентрация) в масштабах всей планеты капитала, рабочей силы, производственных ресурсов, стандартизация законодательства, экономических и технологических процессов, а также сближение и слияние культур разных стран. Это объективный процесс, который носит системный характер, то есть охватывает все сферы жизни общества. В результате глобализации мир становится более связанным и более зависимым от всех его субъектов. Происходит как увеличение количества общих для группы государств проблем, так и расширение числа и типов интегрирующихся субъектов.
Взгляды на истоки глобализации дискуссионны. Историки рассматривают этот процесс как один из этапов развития капитализма. Экономисты ведут отсчёт от транснационализации финансовых рынков. Политологи делают упор на распространение демократических организаций. Культурологи связывают проявление глобализации с вестернизацией культуры, включая американскую экономическую экспансию. Имеются информационно-технологические подходы к объяснению процессов глобализации. Различается политическая, социокультурная и экономическая глобализация. В качестве субъекта глобализации выступает регионализация, дающая мощный кумулятивный эффект формирования мировых полюсов экономического и технологического развития.
Вместе с тем происхождение самого слова «глобализация» указывает на то, что ведущую роль в данном процессе играет бурный рост международной торговли, происходящий на тех или иных исторических этапах. Впервые слово «глобализация» (в значении «интенсивная международная торговля») употреблял Карл Маркс, который в одном из писем Фридриху Энгельсу конца 1850-х гг. писал: «Теперь мировой рынок существует на самом деле. С выходом Калифорнии и Японии на мировой рынок глобализация свершилась». В широкое же словоупотребление данный термин вошел сравнительно недавно, лишь в 1990-х годах.

Страны, в которых есть рестораны McDonald's, указан год открытия первого ресторана в стране

## История

### Глобализация

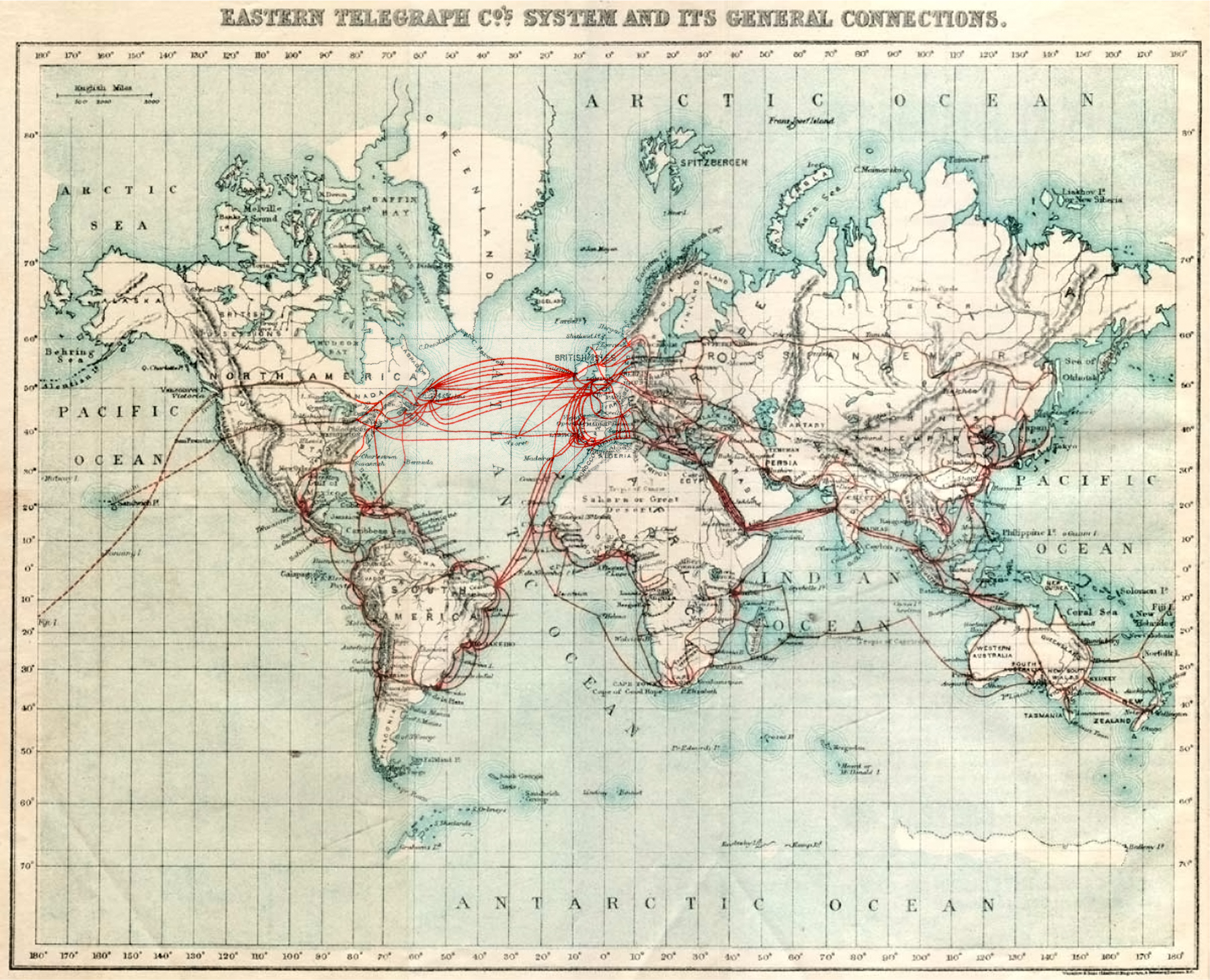
1899 год. Карта подводных телеграфных кабелей компании Cable & Wireless Worldwide

Наличие протоглобализационных процессов отмечают уже в древности.
Истоки современной глобализации находятся в XII—XIII веках, когда одновременно с началом развития рыночных (капиталистических) отношений в Западной Европе начался бурный рост европейской торговли и формирование «европейской мировой экономики» (в соответствии с определением Валлерстайна). После некоторого спада в XIV—XV вв. этот процесс продолжился в XVI—XVII веках.
В эти столетия устойчивый экономический рост в Европе сочетался с успехами в мореплавании и географическими открытиями. В результате португальские и испанские торговцы распространились по всему миру и занялись колонизацией Америки. В XVII веке Голландская Ост-Индская компания, торговавшая со многими азиатскими странами, стала первой подлинной межнациональной компанией. В XIX веке быстрая индустриализация привела к росту торговли и инвестиций между европейскими державами, их колониями и США.
В первые десятилетия XX века процессы глобализации продолжались, чему не смогла помешать даже Первая мировая война. В целом за период с 1815 по 1914 годы объёмы совокупного экспорта стран Европы выросли приблизительно в 40 раз. Но рост международной торговли продолжался и в 1920-е годы, когда произошла даже некоторая либерализация внешней торговли западноевропейских стран. Резкий обвал международной торговли и свёртывание глобализации произошли в 1930-е годы, после начала Великой депрессии и введения ведущими западными державами в 1930—1931 годах высоких импортных пошлин.
После Второй мировой войны глобализация возобновилась в ускоренном темпе. Ей способствовали улучшения в технологии, которые привели к быстрым морским, железнодорожным и воздушным перевозкам, а также доступности международной телефонной связи. Например, американский предприниматель Малкольм Маклин (англ. Malcom McLean) и инженер Keith Tantlinger разработали систему современных интермодальных контейнеров осуществив первую перевозку в апреле 1956 года. Стоимость погрузки товаров снизилась с 6$ за тонну до 0,16$.
Устранением барьеров для международной торговли с 1947 года занималось Генеральное соглашение по тарифам и торговле (GATT) — серия соглашений между основными капиталистическими и развивающимися странами. Но действительный прорыв в этом направлении произошёл после «Кеннеди-раунда» (серии международных конференций в рамках GATT в 1964—1967 гг.). Как пишет экономический историк П. Бэрок, «в Западной Европе действительная либерализация торговли произошла после Кеннеди-раунда». В 1995 году 75 участников GATT образовали Всемирную торговую организацию (ВТО).
Имеются также крупные региональные зоны экономической интеграции. В 1992 году Европейский союз стал единым экономическим пространством после заключения Маастрихтских соглашений. Это пространство предусматривает отмену таможенных пошлин, свободное движения труда и капитала, а также единую денежную систему на основе евро. Менее тесная интеграция наблюдается между участниками Североамериканской зоны свободной торговли: США, Канадой и Мексикой.

### Деглобализация
В 2019 году Всемирный экономический форум в Давосе стал менее популярным из-за нарастающих процессов деглобализации. Мировая торговля прирастает медленнее глобальной экономики, а трансграничные потоки капитала сокращаются. Форум в Давосе стал малочисленным по количеству глав государств и правительств. Россия также вступила на путь деглобализации задолго до аннексии Крыма и санкционных войн, введя ограничения для иностранных инвестиций и НКО. Это привело к потере места в мировом сообществе, оттоку капитала, падению доходов населения и затруднениям с зарубежными покупками и поездками, так как рубль недооценен.
По состоянию на 2023 год американские компании выводят производство из Китая, что привело к росту новых производственных мощностей в США на 116 % за последний год. Причинами такого тренда являются узкие места в цепочках поставок, ограничения из-за Covid-19 и рост стоимости доставки. Руководители используют формулировки «reshoring», «onshoring» и «nearshoring», что указывает на переоценку цепочек поставок и деглобализацию. Intel, Taiwan Semiconductor Manufacturing, Novelis, US Steel, Nucor и другие компании строят новые производственные мощности в США.
МВФ предупреждает о рисках фрагментации мировой экономики, которая может привести к снижению ее эффективности. Перспективы сжатия оцениваются в 0,2 % мирового ВВП при «ограниченной фрагментации» и до 7 % мирового ВВП при серьезном разделении. Технологическая фрагментация может обернуться потерей для стран 5 % ВВП, а для некоторых стран — 8-12 % ВВП. Разрыв торговых связей может отрицательно повлиять на страны с низким доходом и менее обеспеченных потребителей в странах с развитой экономикой. Экономическая фрагментация может привести к повышенной дисперсии доступа России к современным технологиям и внешнему заимствованию для инновационного развития.

## Влияние на сферы жизни

### Экология
Глобализация с экологической точки зрения аналогична объединению материков, то есть убирает географические барьеры, что становится причиной существенного снижения биоразнообразия. Перемещение животных и растений при содействии человека приводит к борьбе между видами, оказавшимися в одной экологической нише. Местные виды, не имеющие преимуществ перед инвазивными, вымирают. Нарушаются экологические цепочки, снижается мировое биоразнообразие, наблюдается голоценовое вымирание животных.

### Экономика

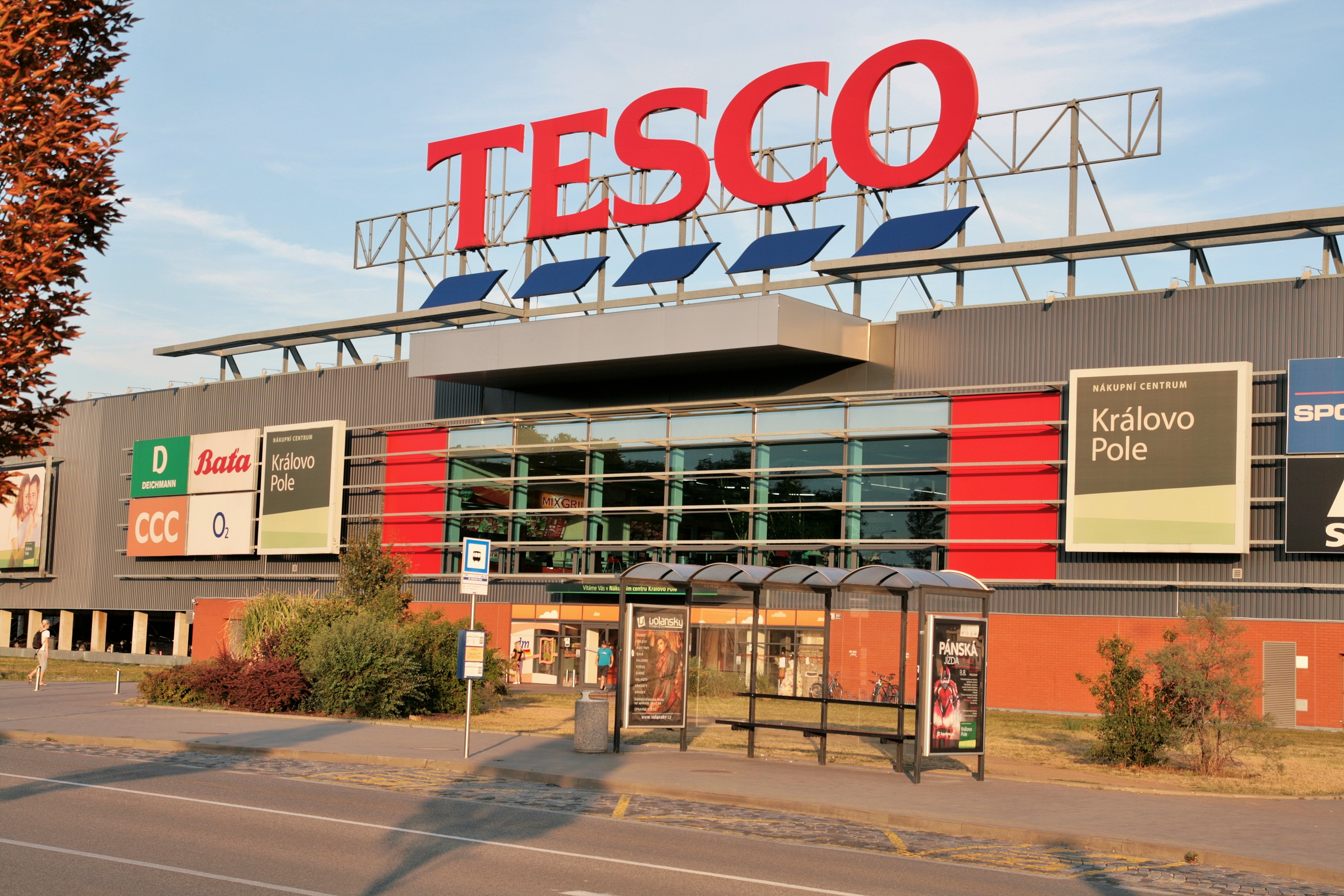
Магазин британской розничной сети Tesco в Брно (Чехия)

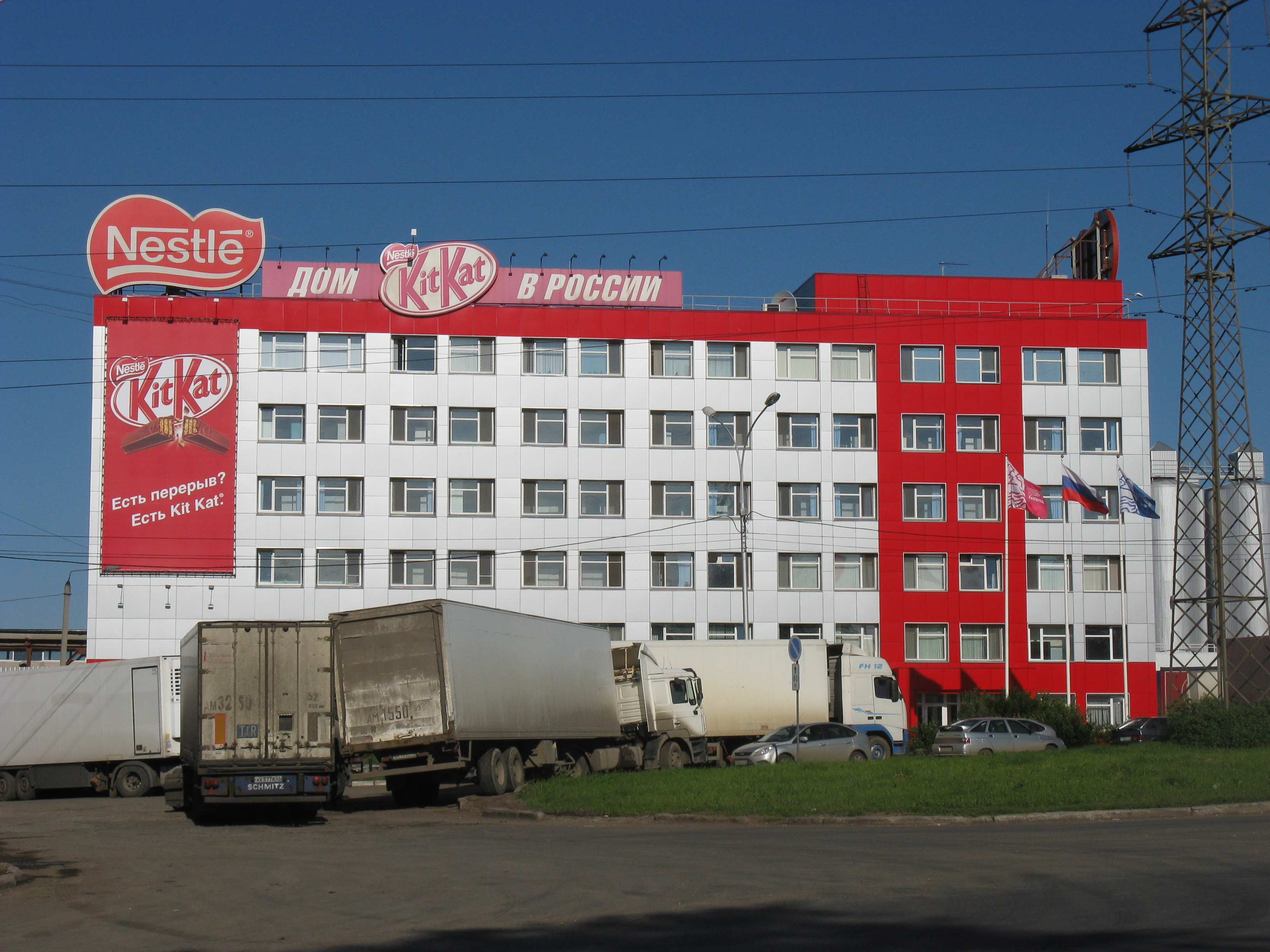
2010 год. Принадлежащая швейцарской компании Nestlé кондитерская фабрика в Перми (Россия), где выпускались шоколадные батончики KitKat

Глобализация экономики — одна из закономерностей мирового развития, которая выражается в резком увеличении масштабов и темпов перемещения капиталов, опережающем росте международной торговли по сравнению с ростом ВВП, возникновением круглосуточно работающих в реальном масштабе времени мировых финансовых рынков. Созданные за последние десятилетия информационные системы неизмеримо усилили способность финансового капитала к быстрому перемещению.
Экономический словарь отмечает: «Глобализация экономики — сложный и противоречивый процесс. С одной стороны, она облегчает хозяйственное взаимодействие между государствами, создаёт условия для доступа стран к передовым достижениям человечества, обеспечивает экономию ресурсов, стимулирует мировой прогресс. С другой, глобализация ведёт к негативным последствиям: закреплению периферийной модели экономики, потере своих ресурсов странами, не входящими в „золотой миллиард“, разорение малого бизнеса, распространение на слабые страны глобализации конкуренции, снижение уровня жизни и др. Сделать плоды глобализации доступными максимальному числу стран — одна из задач, стоящих перед мировым сообществом».
ВТО констатирует, что «начиная с 1950 г. последние десятилетия объём мировой торговли растёт значительно быстрее, чем всё мировое производство». Так, за 1950—2000 гг. «мировая торговля выросла в 20 раз, а производство — в 6 раз». В 1999 г. «общий объём экспорта составил 26,4 % от мирового производства по сравнению с 8 % в 1950 г.»

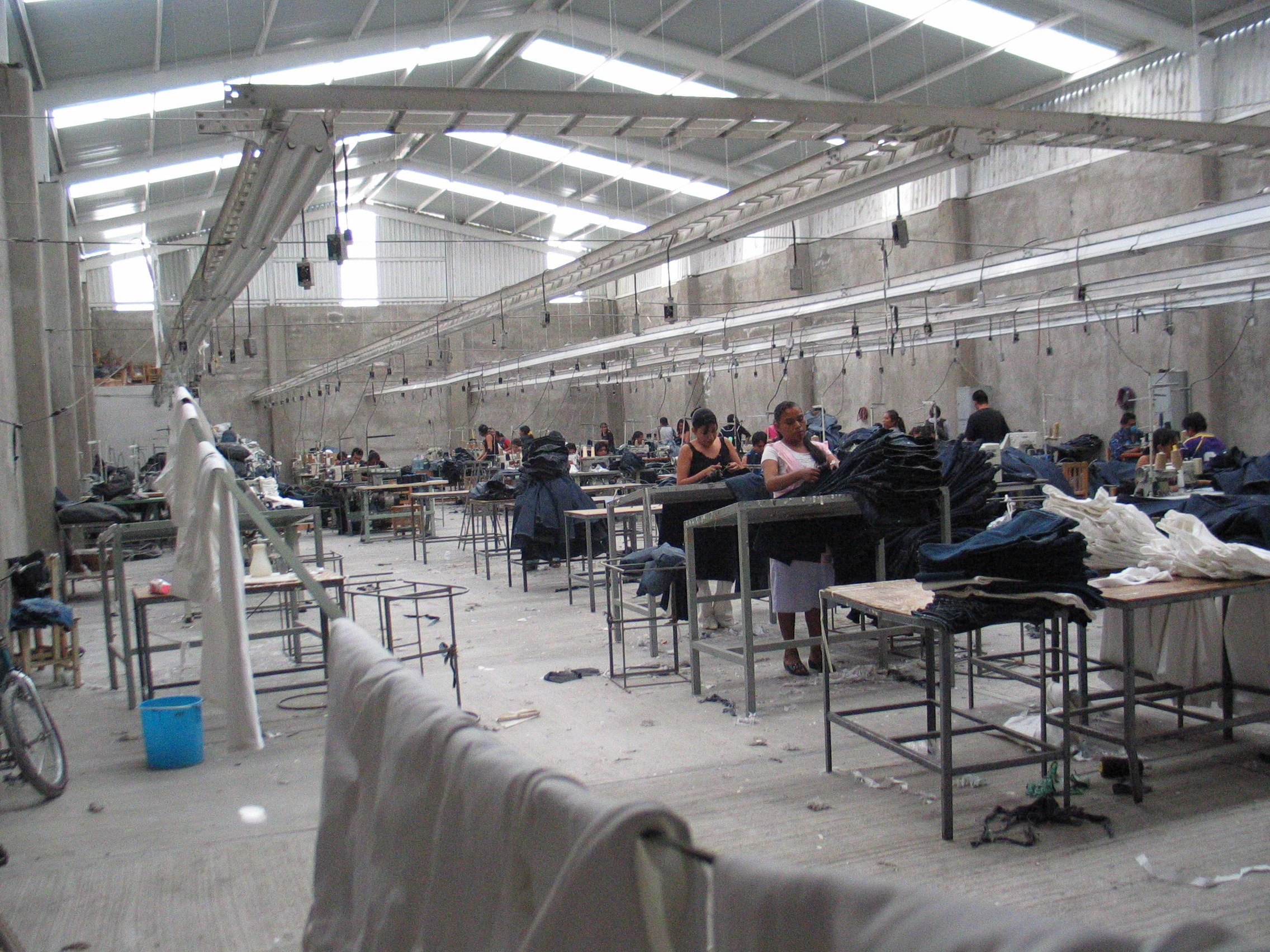
Макиладора в Мексике

Но глобализация предполагает не только международную торговлю, но и вывоз капитала в сочетании с переносом производственных процессов из одной страны в другую. Как правило, транснациональные корпорации переносят производство из стран с более высокой оплатой труда (развитых) в страны с более низкой оплатой труда (развивающиеся). Это приводит к тому, что развитые страны стали постиндустриальным обществом, а развивающиеся страны индустриализуются. При этом международное производство осуществляется как на принадлежащих транснациональным корпорациям предприятиях в зарубежных странах, так и на основе договоров с независимыми местными производителями (известных в Мексике и ряде других стран как макиладоры).
Крупномасштабное перемещение трудоемких производств из развитых стран в развивающиеся начало осуществляться в 1970-е годы. К 2010 году доля производства по контрактам с транснациональными корпорациями в мировом экспорте обуви, одежды, игрушек превысила 50 %. Так, на американскую фирму по производству спортивной одежды и обуви Nike в 2011 году работало 490 тыс. человек в Восточной Азии: во Вьетнаме, Китае, Индонезии, Таиланде, 256 тыс. — в Южной Азии, прежде всего в Индии, 24 тыс. — в странах Европы, Ближнего Востока и Африки. Ведущим производителем кроссовок Nike стал Вьетнам.

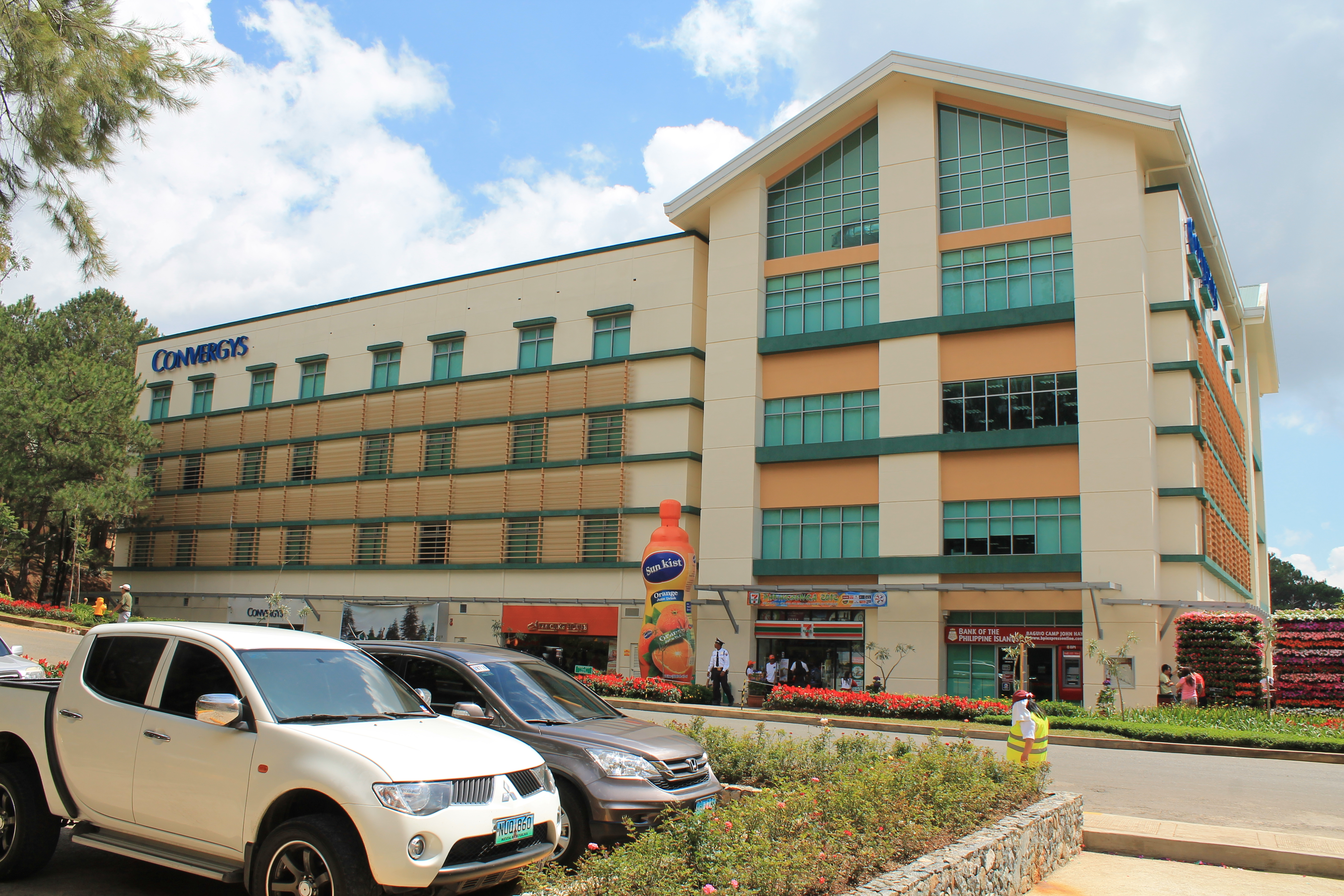
Колл-центр американской компании Convergys в городе Багио (Филиппины)

С развитием информационных технологий увеличивается перечень функций, которые могут быть переданы на аутсорсинг в страны с более дешёвой рабочей силой. Стало обычным явлением оффшорное программирование. Также распространён трансграничный аутсорсинг по обеспечению коммерческой деятельности — на основе переданных данных производится оформление различной коммерческой и финансовой документации, выставление счетов, оформление документов по претензиям. Таким же образом могут предоставляться услуги секретарей, в том числе и перепечатка аудиозаписей, услуги редакторов и тому подобное. Все эти услуги оказываются для англоязычных стран прежде всего в Индии, а также в таких странах, как Малайзия, Филиппины, Египет, Гана, Сенегал. Благодаря снижению стоимости телекоммуникаций стал возможным перенос в другие страны колл-центров. Колл-центры с английским языком действуют в Индии, на Филиппинах, в Малайзии, Пакистане, Шри-Ланке, с французским языком — в Марокко, Сенегале, с испанским языком — в латиноамериканских странах, в испаноязычных анклавах Марокко (Западная Сахара), с японским языком — на северо-востоке Китая (Далянь). Даже медицинские услуги передаются на аутсорсинг в развивающиеся страны — из США передают в Индию рентгеновские снимки, графики электрокардиограмм, результаты компьютерной томографии, а индийские врачи расшифровывают их, пишут к ним комментарии, а затем передают результаты обратно в США. Также на основе аудиозаписей бесед врача с пациентами дистанционно делаются записи в медицинскую карту — такие услуги предоставляются в Индии, на Филиппинах, в Пакистане.

### Культура

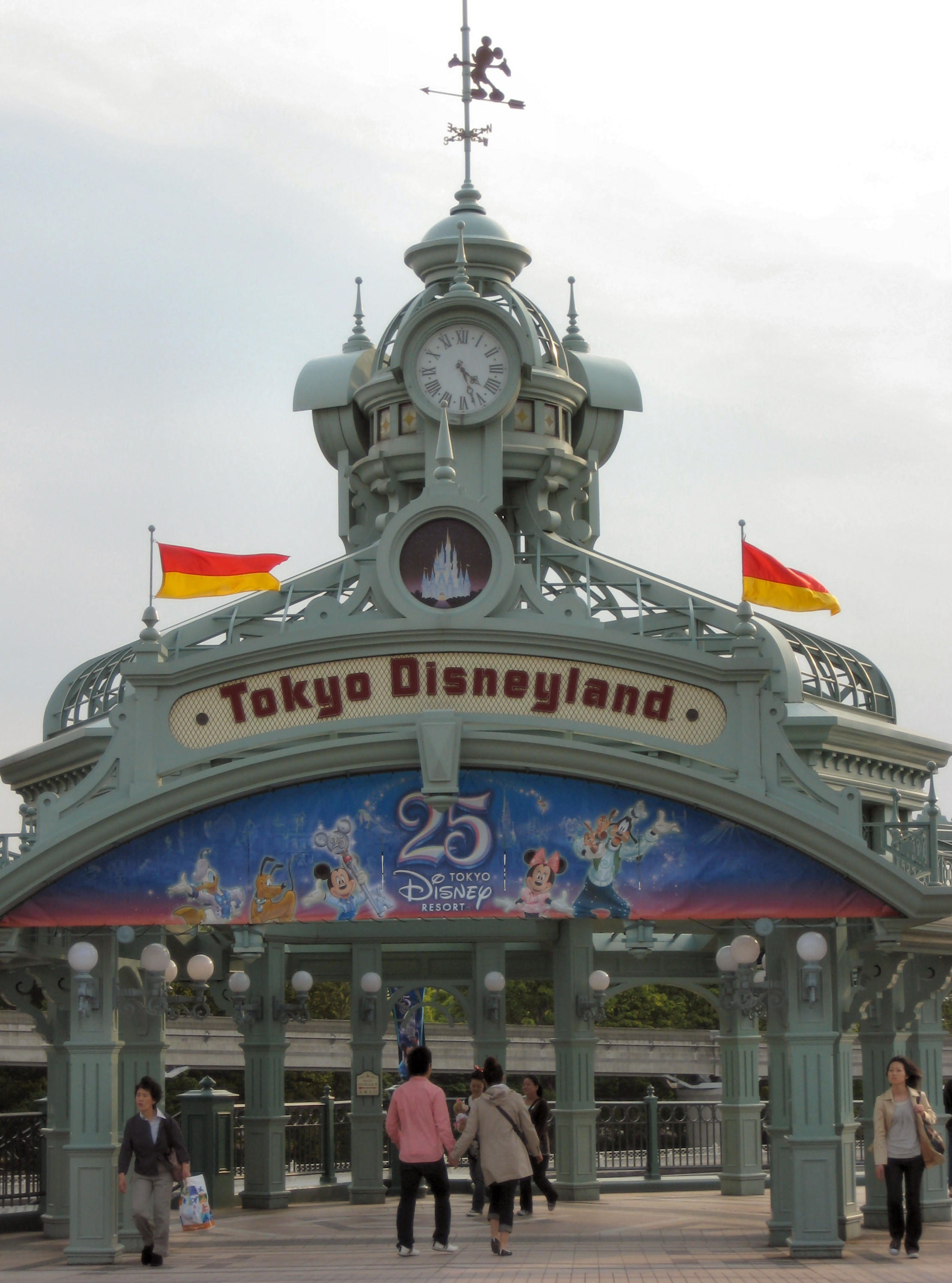
Токийский Диснейленд

Для культурной глобализации характерно сближение деловой и потребительской культуры между разными странами мира и рост международного общения. С одной стороны, это приводит к популяризации отдельных видов национальной культуры по всему миру. С другой стороны, популярные международные культурные явления могут вытеснять национальные или превращать их в интернациональные.
Результаты исследования World Values Survey, в котором были проанализированы 65 стран и 75 % мирового населения, показали, что основные культурные ценности сохраняются, несмотря на глобализацию. Более того, традиционные ценности, изменённые под влиянием глобализации и модернизации, могут восстанавливаться.

#### Американизация
Гамбургер Биг Мак ресторанов McDonald’s стал символом глобальной стандартизации. Фактом одинаковости рецептуры в разных условиях журнал The Economist обосновывает достаточность сравнения цен только на один этот товар (индекс Биг-Мака), чтобы оценить соотношения покупательной способности разных валют и сравнить их с обменным курсом.
Несмотря на то, что McDonald’s часто символизирует глобализацию, при ближайшем рассмотрении меню этих закусочных учитывает местные обычаи и очень часто включает множество самых разных местных блюд. Например, в Гонконге это Сёгунбургер (терияки из свинины с салатом на булочке с кунжутом), в Индии — Макалу Тиккибургер, вегетарианский бургер с картофелем, горохом и специями, МакШаверма в Израиле, МакАрабиа в Саудовской Аравии и так далее. Таким же образом поступают и многие другие международные корпорации, например, Coca-Cola.
Однако в глобализацию вносят свой вклад и другие страны. Например, один из символов глобализации — IKEA — появилась в Швеции. Ранее популярная служба мгновенных сообщений ICQ впервые была выпущена в Израиле, а известная программа для IP-телефонии Skype была разработана эстонскими программистами.

### Здравоохранение
ВОЗ предупреждает, что глобальные климатические изменения приводят к климатическим бедствиям по всей планете. Особенно уязвимы страны, основой экономики которых является сельское хозяйство, в то время как экономические дивиденды от глобализации получают страны с высоким уровнем жизни. Кроме того возрастают риски как пандемии новых заболеваний, так и возможный возврат таких заболеваний как полиомиелит.

### Миграция населения
Факторы увеличения миграции при глобализации: доступный транспорт, доступ к информации.
Тенденции миграции при глобализации: увеличение количества мигрантов, включение в миграцию новых групп населения (женщин, низкоквалифицированных граждан и т. д.), новые формы миграции (деловая, налоговая, инвестиционная, брачная), криминализация миграции (секс-рабство), негативные национальные последствия миграции в принимающих странах, увеличение и расширение диаспор в принимающих странах. Миграция направлена на восполнение трудовых ресурсов принимающей страны, в которой, как правило, рождаемость ниже уровня воспроизводства. Предполагается, что приезжие будут ассимилированы, однако ассимиляция невозможна в короткие сроки, что приводит к увеличению числа межрасовых и межэтнических конфликтов.

### Изменение размера мозга
Ученые обнаружили, что размер мозга человека увеличился в течение шести миллионов лет, но за последние три тысячелетия он начал уменьшаться. Исследователи предполагают, что это связано с социальными изменениями, такими как глобализация, кооперация и разделение труда. Мозг является энергоемким органом, требующим большого количества ресурсов, поэтому сокращение его размеров может быть результатом адаптации к новым условиям выживания. Ученые использовали моделирование на основе муравьев и изучение ископаемых черепов, чтобы подтвердить свою гипотезу.

### Вымирание языков
Стремительное уменьшение количества языков объясняется процессом глобализации, начавшимся с эпохи Великих географических открытий. Об этом рассказывал в 2023 году российский лингвист Владимир Плунгян. Темпы вымирания ускорились. Это во многом объясняется процессом глобализации и вытеснения отдельных языков другими, более сильными. Из 700 языков, которые умолкли за всю историю человечества, больше 30% вымерли в течение последних 60 лет (на 2024 год). Глобализация и влияние «большого» мира могут ускорить невостребованность, подавление и вымирание малого языка. По состоянию на 2024 год, по прогнозам австралийских ученых через 80 лет количество вымирающих языков увеличится в пять раз, к 2060 году исчезнувших языков станет втрое больше, а к концу века мы можем потерять свыше 20% всех языков мира.

## Глобальное общество
В последнее время теорию глобального общества активно развивал И. Валлерстайн.
С начала XXI века в мировом научном сообществе становится всё более популярной концепция глобального общества (global society), с точки зрения которой все люди Земли являются гражданами единого глобального общества, которое состоит из множества локальных обществ отдельных стран мира.
На практике наблюдается социомедийная глобализация на базе информационных и дискуссионных площадок в сети Интернет (социальных сетей). Руководители компании Google Э.Шмидт и Д.Коэн в 2012 году отметили особую роль социальных сетей и сервисов в создании глобального общества. Выражением целей социомедийной глобализации стал опубликованный М. Цукербергом в феврале 2017 года обновлённый манифест Facebook «Построение глобального общества» (Building Global Community), в котором описаны планы по реализации миссии социальной сети связать собой мир.

## К чему приведёт глобализация
Физик-теоретик и футуролог Митио Каку в своей книге «Физика будущего» пишет:

Если провести опрос, окажется, что кое-кто смутно понимает, что идёт процесс глобализации, но за исключением этого нет чёткого представления о том, что цивилизация Земли движется к какой-то определённой цели.
— Митио Каку. «Физика будущего», Глава 8
Митио Каку считает, что при средней скорости роста экономики земная цивилизация в течение ближайших 100 лет перейдёт в статус планетарной цивилизации, энергопотребление которой сопоставимо с энергией, получаемой планетой от Солнца (около 1017 Вт).
По данным доктора социологических наук, профессора, проректора Российского государственного социального университета Кодина М. И., «разрыв в доходах между бедными и богатыми увеличивается. Бурное развитие науки и технологий, передовой экономики охватило лишь небольшое число государств, в которых проживает так называемый „золотой миллиард“». Николай Розов, руководитель центра макросоциологии НГУ, считает, что глобализация как уплотнение всех связей приводит к огромному росту возможностей для сильных игроков. Одно из неизбежных следствий развития глобализации — резкий рост относительного неравенства, который повышает социальную напряжённость. Ужесточение конкуренции на рынке ведёт к появлению массы мировых люмпенов и объективному усилению социал-дарвинистских процессов — экономический аналог естественного отбора.
Наиболее сильные державы в условиях глобализации приобретают ещё большую силу. При этом разрыв между VIP-зоной («золотой миллиард») и нижним слоем бедной и перенаселённой периферии существенно увеличивается. Директор Института истории СО РАН Владимир Ламин на конференции, посвящённой проблемам демографии, высказал предположение, что если «золотой миллиард» не начнёт по-настоящему делиться с бедными странами юга планеты, то в скорой перспективе предстоят ожесточённые войны за ресурсы.

Карта темпов экономического роста в 2009 г.; зелёный — положительная динамика; коричневый — отрицательная динамика

## Критика
Глобализацию критикуют не только антиглобалисты и некоторые политики (например, Уго Чавес), но также ряд экономистов и учёных. Например, известный экономист Джозеф Стиглиц написал несколько книг, в которых содержится острая критика ряда современных тенденций глобализации. Стиглиц доказывает на многочисленных фактах и примерах, что они разрушают промышленность, способствуют росту безработицы, нищеты, тормозят научно-технический прогресс и усугубляют экологическую катастрофу на планете. Он критикует политику глобальных институтов: ВТО, МВФ, — которые, по его мнению, используют глобализацию и её идеологию (свободная торговля, свободный доступ к сырьевым ресурсам, мировое патентное право, использование в качестве мировых валют «бумажных» доллара и евро, вмешательство международных институтов во внутреннюю политику и т. д.) в интересах нескольких наиболее развитых государств в ущерб большинству стран на планете.
Глобализация оказывает как положительное, так и отрицательное влияние на экологические проблемы. Так, критики глобализации указывают на тот факт, что с развитием международного разделения труда большинство вредных производств перемещаются в менее развитые страны, которые и так гораздо менее способны бороться с экологическими проблемами. Это приводит к значительному ухудшению экологической ситуации не только в этих отдельных государствах, но и в мире в целом. Кроме того, благодаря глобализации существует такая практика, как перевозка отходов из стран первого мира в развивающиеся страны с целью их утилизации на их территории. Однако ввиду несовершенства технологий в этих странах переработка производится значительно хуже.
Также обращается внимание на то, что глобализация, характеризующаяся либерализацией торговых потоков и потоков капитала, усиливает международную конкуренцию. Чтобы выиграть конкурентную борьбу, представители бизнеса начинают требовать от своих государств упростить трудовое законодательство, утверждая, что слишком жёсткое трудовое законодательство не отвечает требованиям глобализации, для которой нужен гибкий рынок труда. Это приводит к «гонке на дно», то есть к тому, что права трудящихся в развитых странах становятся менее защищёнными. В развитых странах наблюдается тенденция превращения ранее гарантированных трудовых отношений в негарантированные и незащищённые, что включает такие виды занятости, как подрядная работа, трудовой контракт на ограниченный срок, занятость на неполное рабочее время при малых или вообще отсутствующих социальных гарантиях, мнимо самостоятельный труд, работа по вызову и т. д. В связи с этим говорят о прекариате. Например, в России, в «теневой занятости», по оценкам «Росстата», уже находится около 20 % экономически активного населения, более 40 % населения трудоспособного возраста не имеют официального трудоустройства.
Некоторые авторы[кто?] указывают, что глобализация способствует росту спекулятивной экономики, монополизации производства и сбыта товаров и перераспределению богатства в пользу небольшой группы людей («мирового правящего класса»).
Некоторые исследователи (Д.Стиглиц, Н.Хомский) призывают не отождествлять глобализацию как многоплановый и объективный процесс с её неолиберальным вариантом, навязываемым миру транснациональными корпорациями, ориентированными на достижение максимальной прибыли и увеличение разрыва между развитыми и развивающимися странами, и предлагают в рамках Всемирного социального форума другую концепцию глобализации (в отличие от антиглобалистов, борющихся против глобализации вообще), направленную на уменьшение власти международного капитала и достижение большей социальной справедливости в мире (альтерглобализм).